# Gilbert Mottard
Gilbert Mottard (* 10. Oktober 1926 in Hollogne-aux-Pierres; † 21. Februar 2011 in Grâce-Hollogne) war ein belgischer Politiker des Parti Socialiste (PS). Er war Bürgermeister von Grâce-Hollogne, Gouverneur der Provinz Lüttich und von 1990 bis 1992 Pensionsminister in der belgischen Regierung.

## Leben
Der in einer traditionellen sozialistischen Familie aufgewachsene Gilbert Mottard – sein Vater hatte sich auf den Listen der belgischen Arbeiterpartei, Vorgängerin der Sozialistischen Partei, zur Wahl gestellt – begann seine politische Karriere mit 26 Jahren als Bürgermeister von Hollogne-aux-Pierre und war damals das jüngste Gemeindeoberhaupt des Landes. Er übernahm den stellvertretenden Vorsitz des Mouvement populaire wallon und wurde 1968 die Abgeordnetenkammer gewählt. Nach der Gemeindefusion im Jahr 1971 wurde Mottard zum ersten Bürgermeister der neuen Gemeinde Grâce-Hollogne gewählt. Nach wenigen Monaten wurde er zum Provinzgouverneur von Lüttich ernannt und legte das Bürgermeisteramt nieder. Nachdem Anfang der 1990er Jahre der damalige Minister für Pensionen, Alain Van der Biest (PS), in die Regierung der Wallonischen Region wechselte, bekleidete Mottard dessen Amt zwei Jahre lang in den Regierungen Martens VIII und Martens IX.
Gilbert Mottard, der als Vertrauter des ermordeten PS-Präsidenten André Cools galt, verstarb am 21. Februar 2011. Sein Sohn, Maurice Mottard, ist ebenfalls Mitglied des PS und amtierender Bürgermeister der Gemeinde Grâce-Hollogne.

## Übersicht der politischen Ämter
- 1956–1970: Bürgermeister von Hollogne-aux-Pierres
- 1968–1971: Mitglied der Abgeordnetenkammer
- 1971:–1970 Bürgermeister von Grâce-Hollogne
- 1971–1990: Gouverneur der Provinz Lüttich
- 1990–1992: Minister für Pensionen in den Regierungen Martens VIII und Martens IX